# Гражданские войны в Древнем Риме
Было несколько римских гражданских войн, особенно во время поздней республики. Самой известной из них является война в 40-х годов до н. э. между Юлием Цезарем и сенаторской элитой во главе с Помпеем Великим. Период гражданских войн 133—31 до н. э. профессор СПбГУ А. Б. Егоров выделяет как один из четырёх больших системных кризисов в древнеримской истории.

## Ранняя Республика
Конфликты, связанные с образованием республики, тесно переплетались с непрекращающимися войнами Рима с соседними народами и городами, что иногда имело решающий характер.

### Противостояние Рима и последнего царя (509—495 до н. э.)
Низложенный Тарквиний Гордый несколько раз пытался восстановить свою власть.
- Восстание в Риме (509 до н. э.).
  - Восстание в принадлежащем Риму городе Коллация (509 до н. э.). Луций Юний Брут и Луций Тарквиний Коллатин собирают ополчение и добиваются успеха в самом Риме.
  - Посольство Брута к основному римскому ополчению, находящегося в походе против рутульского города Ардея (509 до н. э.). Войско поддержало восстание, с рутулами заключён мир и союз.
  - Изгнанный из лагеря царь с сыновьями, наёмниками и прочими сторонниками подступил к Риму (509 до н. э.). Но сил для осады явно недостаточно, царь удаляется в город Цере.
  - Центуриатные комиции избирают первых консулов — Брута и Коллатина (509 до н. э.). Царская власть окончательно ликвидирована.
  - Первое посольство царя к Риму (509 до н. э.). Царь обещает амнистию и отступные за своё возвращение, сенат отклоняет предложение, но это вносит раскол, зреет заговор.
  - Второе посольство царя к Риму (509 до н. э.). Царь отказывается от власти, но требует компенсации. Заговор раскрыт, Публий Валерий Публикола вступает в консульство вместо Коллатина, примирение невозможно.

- Этрусская интервенция (509—507 до н. э.). Тарквиний Гордый получает военную поддержку от соплеменных ему этрусков.
  - Война Рима с городами Вейи и Тарквинии (509—508 до н. э.).
    - Осада Рима (509 год до н. э.). Вероятно осада имела место, но подробности неизвестны.
    - Битва у Арсийского леса (509 до н. э.). Гибнут Брут и Аррунт Тарквиний (сын Тарквиния Гордого), Рим одержал решительную победу, Публикола празднует первый в республике триумф.
    - Очевидно был заключён мир, но подробности также неизвестны.

  - Война с Порсенной (508—507 до н. э.). Союзник Тарквиния Гордого Порсена, царь города Клузий, вёл войну против республиканского Рима — примирение сторон.

- Первая Латинская война (499—493 до н. э.). Тарквиний Гордый апеллирует к латинским царям, требуя уничтожить республику пока её идеи не распространились на весь Лаций.
  - Рим упреждает союзников осадой Фиден (499 до н. э.), захвачены Крустумерия и Пренесте.
  - В Битве при Регилльском озере (496 до н. э.) между Латинским союзом и Римом погибли последние сыновья Тарквиния Гордого (бежал в Кумы, умер в 495 до н. э.) и его зять Октавий Мамилий. Рим одержал победу.
  - Известие о подготовке вторжения вольсков (495 до н. э.). Короткие стычки Рима с вольсками, отказ латинов от союза с вольсками против Рима.
  - Примирение сторон (равноправный Кассиев договор 493 до н. э.) из-за угрожавших всем сторонам вольсков, республика признана латинами.

Секст Тарквиний, младший из сыновей последнего царя, виновный в начале восстания в Коллации, возможно не погиб в Битве при Регилльском озере. Благодаря своей хитрости он утвердился в качестве самостоятельного правителя в латинском городе Габии, но затем предал город отцу, устранив знать города. По одной из версий он был убит во время восстания латинян в Габиях, которое произошло либо ранее, либо позже битвы римлян и латинян. Так или иначе Тит Ливий однозначно приписывает гибель старшего сына царя, Тита Тарквиния, во время этого сражения. Лишённый семьи и союзников царь уже не мог продолжать борьбу, к тому же во время последней битвы он был ранен.

### События 494—493(488) до н. э.
- Первая сецессия плебеев (отказ от мобилизации, 494 до н. э.). Угроза со стороны вольсков заставила патрицианские власти Рима пойти на уступки плебсу.
- Несогласный с уступками римский полководец Гней Марций Кориолан удаляется в изгнание (493 до н. э. или позже) и переходит на сторону врага.

Существует несколько трактовок демарша Кориолана. Кориолан, вероятно будучи патрицианским лидером, переходит на сторону вольсков и возглавляет их поход на Рим (491—488 до н. э.). Либо Кориолан напротив был плебейским военачальником, стремившийся к компромиссу с патрициями, но запутавшись в политических спорах он не получил полномочий и примкнул к вольскам. В любом случае считается что произошло примирение сторон после достаточно удачного похода вольсков. Но Кориолан скорее всего был казнён вольсками за предательский по их мнению мир. Возможно произошло и возвращение Кориолана в Рим как частного лица. Относительно похода Кориолана на Рим, то он мог произойти ранее, в 493 до н. э., тогда это и было причиной завершения Первой Латинской войны вничью — что и не могли простить Кориолану в Риме. Так или иначе события 494—493(488) до н. э. тесно связаны. Историчность (равно и трактовка личности) Кориолана, а также его роль в этих событиях может как ставиться под сомнение, так и меняться в противоположную сторону, что и было отражено в римской историографии, вероятно в угоду политической конъюнктуре того времени. Несомненны лишь — сецессия, поход вольсков, Кассиев договор и трагический образ Кориолана.

## Поздняя Республика
Через весь период гражданских войн Поздней республики проходит масштабная трансформация римского общества. Место коллективного римского патриотизма занимают амбиции сильных индивидуальных личностей. Как правило кандидатов в военные диктаторы, таких как Марий и Сулла, Цезарь и Помпей, Октавиан и Антоний. Авантюристов вроде Сатурнина, Сульпиция, Цинны, Катилины, Лепидов отца и сына. Отчаянных и талантливых Сертория и Секста Помпея. Они объединялись под флагами противоборствующих «партий» — гракхианцев и нобилей, популяров и оптиматов, марианцев и сулланцев, цезарианцев и помпеянцев, триумвиров и республиканцев, сменяемых очередным витком гражданских войн.

### Противостояние движения братьев Гракхов и римских аристократов (133—100 до н. э.)
Братья Гракхи, в отличие от более поздних реформаторов, не стремились захватить всю полноту власти в республике, однако именно это им вменяли оппоненты. Столкновения их сторонников с консерваторами закончились кровопролитием и репрессиями, став первыми вехами свидетельствовавшими о неустойчивом положении республики.
- Стычка на Капитолии в Риме (133 до н. э.). Народный трибун Тиберий Семпроний Гракх и около 300 гракхианцев пали от рук сенаторов и их пособников прямо во время трибутных комиций.
- Стычка на Авентине в Риме (121 до н. э.). Народный трибун Гай Семпроний Гракх и до 3000 гракхианцев пали при штурме Авентина войсками консула Луция Опимия по призыву сената.
- Смута Сатурнина в Риме (100 до н. э.). Последователь Гракхов, народный трибун Луций Аппулей Сатурнин и его приверженцы пали после штурма Капитолия от рук оптиматов.

### Восстания зависимого населения (135—88 до н. э.)
- Сицилийские восстания рабов.
  - Первое сицилийское восстание (135—132 до н. э.). Первое крупное восстание с которым столкнулся Рим.
  - Второе сицилийское восстание (104—99 до н. э.). Кимврская война дала повод для освобождения и мобилизации части рабов, но этого не произошло по вине провинциальных властей, что и дало повод к восстанию. К восставшим присоединились и низшие слои римской провинции.
  - О Третьей войне с рабами (74/73—71 до н. э.) см. далее.
  - О третьем масштабном восстании на Сицилии с участием рабов (44—36 до н. э.) см. далее.
- Союзническая война (91—88 до н. э.). Между Римом и италиками — победа Рима.

Формально война 91—88 до н. э. не являлась гражданской, так как велась между гражданами Рима и союзниками Рима, не имевшими римского гражданства, однако именно вопрос о нём для италиков стал поводом к войне. Этот вопрос поднимался неоднократно. Ранее — Гаем Гракхом, Сатурнином и Марком Ливием Друзом (убит в 91 до н. э.). А также в последующих войнах марианцев (которых италики последовательно поддерживали) и сулланцев, ибо окончательно и справедливо вопрос решён не был вплоть до войн цезарианцев и помпеянцев. Эта война также выдвинула множество видных римских командиров, позднее сыгравших значительную роль в гражданских войнах 88—72 до н. э, исключением был лишь Луций Лициний Лукулл, прошедший эту войну и не участвовавший затем во внутренних конфликтах. Незавершённый характер войны привёл к тому, что в Италии находилось не менее трёх римских армий, готовых следовать исключительно воле своих командующих, не считаясь с сенатом и народным собранием.

### Войны между марианцами исулланцами(88—62 до н. э.)
- Гражданская война в Древнем Риме (88—87 до н. э.)[англ.]. Между сторонниками Суллы и силами Гая Мария — победа сулланцев.
  - Публий Сульпиций (народный трибун) вступает в политический союз с Марием и организует покушение на консулов 88 до н. э. (Сулла и Квинт Помпей Руф). Убит сын и зять консулов, которые сбежали к войскам в Ноле.
  - Вооружённое выступление Суллы (88 до н. э.). Сулла и Квинт Помпей с боем занимают Рим, Марий бежит в Африку, Сульпиций убит.
  - Квинт Помпей вступает в командование «нейтральных» войск из Пицена (88 до н. э.). Однако сторонники прежнего командующего (Гней Помпей Страбон, отец Помпея Великого) убивают его.
  - Сулла проводит ряд контрреформ и отбывает с армией в Капую (87 до н. э.), а затем в Грецию. Страбон сохраняет пост командующего войск в Пицене, не гарантируя лояльность ни одной из сторон.

- Марианский переворот в Риме (87—83 до н. э.). В отсутствие войск Суллы (воевал в провинциях) марианцы оправились от разгрома и захватили власть в метрополии.
  - Консул Луций Корнелий Цинна предпринял попытку переворота (87 до н. э.). Второй консул Гней Октавий подавил переворот, Цинна бежал и был незаконно низложен сенатом.
  - Цинна мобилизует сторонников в Италии, войска в Кампании признают его консулом, однако всё же пришедший на помощь сенату Гней Помпей Страбон сумел отбить выступление Цинны.
  - Марий возвращается и осаждает Рим (87 до н. э.). Цинна, Гней Папирий Карбон и Квинт Серторий немедленно соединяются с Марием, в Риме голод и эпидемия, гибнут Страбон и армия сената.
  - Сенат капитулирует (87 до н. э.). Гней Октавий казнён, Цинна и Марий (умер в 86 до н. э.) избираются консулами на 86 до н. э., террор против сулланцев, Квинт Цецилий Метелл Пий игнорирует события.
  - Цинна (консул в 85—84 до н. э.) пытается приблизить начало боевых действий с Суллой. Гибель Цинны во время мятежа армии марианцев в Анконе (84 до н. э.), но новая гражданская война неизбежна.

- Гражданская война в Древнем Риме (83—82 до н. э.). Между сторонниками Суллы и марианцами — победа сулланцев.

- Ответный террор против марианцев — проскрипции (82—79 до н. э.) при диктатуре Суллы.

- Серия конфликтов в период нестабильности после отставки (79 до н. э.) и смерти (78 до н. э.) Суллы.
  - Мятеж Сертория (80—72 до н. э.). Затяжная война между марианцем Квинтом Серторием (убит в 73 до н. э.) и сулланцами — победа сулланцев (сената).
  - Мятеж Лепида (77 до н. э.). Краткосрочная война между Лепидом (формально марианцем не был, бежал, умер в 77 до н. э.) и сулланцами — победа сулланцев (сената). Часть войск Лепида прорвалась к Серторию, к нему же стекались все бывшие марианцы.
  - Восстание Спартака (74/73—71 до н. э.). Серьёзнейший конфликт между армией рабов под предводительством Спартака (погиб в бою в 71 до н. э.) и Римом — победа сулланцев (Рима). Спартак мог прорваться к Серторию, оттянул на себя много сил.
  - Мятеж Катилины (63—62 до н. э.). Заговор бывшего сулланца Луция Сергия Катилины (погиб в бою в 62 до н. э.) был раскрыт и успешно подавлен силами лояльными республике и сенату.

### Период внутреннего мира (62—49 до н. э.)
Периоду относительного спокойствия Рим обязан действиям Первого триумвирата, парализовавшего активизировавшуюся было деятельность сенатской верхушки, которая вначале была воодушевлена как победами под знамёнами Суллы, так и его кончиной (поражением диктатуры). Не менее важно и стремление триумвиров направить агрессию вовне — «восточные», морские и «испанские» дела Помпея, Парфянский поход Красса, Галльская война Цезаря. Триумвират неформально объединял политических наследников обеих противоборствующих «партий», способных полностью контролировать народное собрание, но с гибелью (53 до н. э.) главного спонсора в триумвирате, Красса, противоречия усилились и гражданские войны возобновились.

### Войны между цезарианцами и помпеянцами (49—36 до н. э.)
- Гражданская война в Древнем Риме (49—45 до н. э.). Между Юлием Цезарем и сторонниками Помпея Великого (бежал, убит в 48 до н. э.) — победа Цезаря.
- Гражданская война в Древнем Риме (44—42 до н. э.). Серия конфликтов после убийства Цезаря (44 до н. э.).
  - Мутинская война (44—43 до н. э.). Краткосрочная война между Марком Антонием и сенатом — примирение сторон, образование Второго триумвирата.
  - Проскрипции (43 до н. э.). Расправы Второго триумвирата над политическими противниками ознаменовались массовым захватом имущества богатых граждан и зашли гораздо дальше чем сулланский террор.
  - Битва при Филиппах (43—42 до н. э.). Война между Вторым триумвиратом и убийцами Цезаря — победа Второго триумвирата (цезарианцев).
  - Мятеж Секста Помпея (44—36 до н. э.). Война между цезарианцами и силами Секста Помпея (сын Помпея Великого, бежал, казнён в 35 до н. э.) — победа цезарианцев.

### Войны между триумвирами (41—30 до н. э.)
- Перузинская война (41—40 до н. э.). Между Октавианом и Марком Антонием — примирение сторон.

- Мятеж Лепида (36 до н. э.). Участвовавший в сицилийской кампании против Секста Помпея, Марк Эмилий Лепид (триумвир) фактически занял его место, бросив вызов Октавиану. Боевых действий не велось, Лепид сдался.

- Последняя война Римской республики (32—30 до н. э.). Между Римом (Октавианом) и эллинистическим Египтом (Марком Антонием, покончил с собой в 30 до н. э) — победа Октавиана (Рима).

## Ранняя империя
Эпоха Принципата позволяла на первый взгляд решить всё основные проблемы внутреннего устройства Рима мирным путём. Однако зародившаяся в Эпоху Поздней Республики тенденция к смене власти вооружённым путём сохранилась. Как правило речь шла о смене династий принцепсов и о распрях внутри них. Попутно Рим решал сложную задачу выстраивания системы сдержек и противовесов в отношениях между принцепсами и сенатом, римлянами и подчинённым населением.

### Мир при Августе (30 до н. э. — 14 н. э.)
После 30 до н.э, республика была объединена под лидерством Октавиана. В 27 до н. э. Октавиану сенат предоставил титул Августа. Эти две даты, как полагают, отмечают конец республики и рождение Римской империи. Период правления Юлиев-Клавдиев был известен как «Pax Augusti» (мир Августов), и был началом эры, известной как «Pax Romana» (римский мир). Следующая гражданская война произошла только после смерти Нерона в 68 году.

### Принципат после Августа (14—235)
- Заговор Сеяна при императоре Тиберии (31). Луций Элий Сеян вероятно пал жертвой интриг самого Тиберия, однако несомненно и стремление Сеяна к единоличной власти.

- Заговор Пизона при императоре Нероне (65). Иногда события трактуются как «последний заговор республиканцев», хотя Гай Кальпурний Пизон лишь возглавил тех кто был недоволен политикой и личностью Нерона.

- Гражданская война в Римской империи (68—69). 69 год н. э. — «Год четырёх императоров». Четыре императора: Гальба, Отон, Вителлий и Веспасиан, каждый из которых воевал с предшественником за власть. Начиная с правления династии Флавиев до «года пяти императоров» (193) Римская империя испытала длительный период внутреннего мира и гармонии.

- Гражданская война в Римской империи (89). В январе 89 года наместник Верхней Германии Луций Антоний Сатурнин поднял восстание против императора Домициана. Завладев казной 2-х легионов, расположенных в Могунциаке (ныне Майнц), он заставил их провозгласить себя императором. Начавшийся ледоход не позволил переправиться через Рейн его союзникам хаттам. Воспользовавшись этим, наместник Нижней Германии Авл Лаппий Максим разбил Сатурнина в битве у форта Кастелл. Сатурнин был взят в плен и казнён по приказу императора.

- Гражданская война в Римской империи (193—194). 31 декабря 192 г. был убит император Коммод в результате заговора, который организовал префект претория Квинт Эмилий Лет. В заговоре были задействованы соотечественники Лета — наместник Верхней Германии Септимий Север и наместник Британии Клодий Альбин. А также наместник Сирии Песценний Нигер и префект Рима Пертинакс. Новым императором был провозглашён Пертинакс, который вступил в конфликт с преторианской гвардией и был убит ею в конце марта 193 г., после чего императорскую власть купил Дидий Юлиан. Септимий Север и Песценний Нигер были провозглашены своими войсками императорами. Септимий Север заключил союз с Клодием Альбином (Север обещал сделать Альбина своим преемником), в конце апреля вышел из Карнута и направился с войсками в Италию. Римский сенат низложил Юлиана и 1 июня 193 г. он был убит. Песценний Нигер имел в своём распоряжении все 9 восточных легионов. Он переправился через Босфор и взял под контроль г. Византий. Тем временем Север двинул свои войска навстречу Нигеру и преодолев несильное сопротивление войск Нигера захватил Перинф. После чего он смог осадить Византий. В битве у Кизика был разбит Эмилиан (полководец Нигера), из-за чего Нигеру пришлось отступить в Малую Азию. В 194 г. битве при Никее Нигер был наголову разбит. С остатками армии Нигер отступил в Антиохию. В это время против Нигера восстал Египет, а полководцы Севера захватили Киликийские Ворота. Нигер решил встретить противника у г. Исс (где в 333 г. до н. э. Александр Македонский разбил Дария III) на границе провинции Сирия. В 194 г. в битве при Иссе (возможно, что эта битва произошла уже в первой половине 195 г.) армия Нигера снова была разбита. Нигер не стал закрепляться в Антиохии и бежал к Евфрату. При переправе через реку Нигер был убит. После этого в 195 г. Север предпринял карательную экспедицию против вассалов, которые поддержали Нигера. Провинция Сирия была разделена на две части: Финикию и Келесирию.

- Гражданская война в Римской империи (196—197). Септимий Север не выполнил своё обещание сделать Клодия Альбина наследником и провозгласил наследником Каракаллу. Войска Альбина в 195 г. провозгласили его императором и тот осенью 196 г. переправился из Британии в Галлию, намереваясь идти на Рим. Перевалы через Альпы оказались надёжно заперты и Альбину не удалось преодолеть их до подхода армии Севера. Армия Севера состояла из дунайских легионов, а армия Альбина из британских, галльских и испанских. Они были примерно равны по численности. Альбин разбил наместника Нижней Германии, но не смог взять Трир и отошёл к главному городу Галлии — Лугдуну (совр. Лион). 19 февраля 197 г. при Лугдуне произошло решающее сражение войны. На правом фланге воины Севера опрокинули противника и, преследуя его, ворвались в лагерь. На левом крыле воины Севера попали в западни, вырытые на поле боя воинами Альбина. Расстроенные порядки попали под обстрел и бежали. Преторианская гвардия, пытавшаяся остановить бегущих, была смята ими и отброшена в овраг. Под Севером был убит конь и он остался жив только благодаря тому, что сорвал с себя пурпур и остался лежать на земле не замеченным. Битва превратилась в побоище. Решил исход битвы удар кавалерии Юлия Лета во фланг армии Альбина. Его войска дрогнули и побежали. Сам Альбин был убит во время бегства. После битвы при Лугдуне город был отдан на разграбление и его укрепления были разрушены. Больше этот город уже никогда не был главным в Галлии.

- Гражданская война в Римской империи (218). Юлия Меса решила свергнуть императора Макрина и возвести в императоры своего внука Элагабала. Она договорилась с командиром одного из легионов — Комазоном, который 16 мая 218 г. провозгласил Элагабала императором. Поскольку Макрин был крайне непопулярен в армии, от него многие откололись и перешли к узурпатору. 8 июля 218 года произошла решающая битва при Антиохии. Войска Макрина, которыми командовал Ганнис, были разбиты, а сам Макрин был пойман при бегстве и убит.

### Период Кризиса Римской империи (235—284)
- Гражданская война в Римской империи (238). Правление императора Максимина I Фракийца вызвало мятеж в Африке и в марте (или апреле) 238 года наместник провинции Африка Гордиан был провозглашён императором (Гордиан I), который сразу же сделал своим соправителем своего сына (Гордиан II). Его поддержал сенат и многие другие наместники. Но наместник провинции Нумидия Капеллиан имел личные счёты с Гордианом и остался верен Максимину. Гордиан II собрал в Карфагене армию, состоящую в основном из новичков. Капеллиан же отправил против Гордианов хорошо обученное войско. В битве при Карфагене в апреле 238 г., несмотря на большое численное превосходство, армия Гордиана II была полностью разбита, а сам он погиб. Узнав об этом, его отец Гордиан I повесился. Тем временем, Максимин пошёл в поход на восставший против него Рим и переправился через Альпы. Сенат срочно провозгласил новыми императорами Бальбина и Пупиена. Пупиен с войском вышел навстречу Максимину. Тем временем войска Максимина осадили хорошо укреплённую Аквилею. Осада города оказалась для Максимина неудачной, потому что жители города перед подходом противника уничтожили все запасы продовольствия вокруг города. В армии императора начался голод и взбунтовавшиеся солдаты убили Максимина вместе с его сыном Максимином Младшим.

- Гражданская война в Римской империи (249). В 248 г. полководец Деций, командовавший войсками в Мёзии и Паннонии, разгромил вторгшихся на территорию империи готов. После этой победы солдаты провозгласили Деция императором. В июле (или сентябре) 249 произошло сражение под Вероной между войсками Деция и войсками императора Филиппа I. В битве погиб и сам Филипп, и его сын Филипп II.

- Гражданская война в Римской империи (253). Наместник Мёзии Эмилиан нанёс поражение вторгшимся в эту провинцию готам и был провозглашён солдатами императором. Он быстро двинулся в Италию навстречу императору Галлу. Галл приказал Валериану привести легионы из Реции и Германии. Пока Валериан медлил с выполнением приказа, император Галл и его сын Волузиан в августе 253 г. потерпели поражение были убиты своими взбунтовавшимися солдатами. Новый император Эмилиан вскоре заболел и умер. 6 сентября 253 г. солдаты провозгласили императором Валериана.

- Гражданская война в Римской империи (259—261). В разных источниках даты этого периода отличаются друг от друга на 1—2 года. Поэтому точную датировку по годам и точную последовательность событий установить нельзя. После того, как император Валериан в 259 (или 260) г. попал в плен, Постум объявил себя императором, убил Салонина — сына императора Галлиена, и стал независимым правителем Галлии. Его примеру последовал Ингенуй в Паннонии. Его поддержали войска в Мёзии. Ингенуй был осаждён в Сирмии полководцем Галлиена — Манием Ацилием Авреолом и разбит. При бегстве Ингенуй был убит. Однако войска бунтовать не прекратили и провозгласили императором наместника Верхней Паннонии Регалиана. Через несколько недель Галлиен разгромил и его. В Малой Азии тем временем Макриан нанёс поражение персам и отбросил к Евфрату. Будучи уже престарелым, он заставил провозгласить себя императорами своих сыновей Макриана и Квиета. Их поддержали провинции Сирия, Малая Азия и Египет. Оставив Квиета в Сирии оба Макриана переправились с войсками на Балканы. В Иллирике произошло сражение между армией Макрианов и армией Домициана (полководец Авреола, который в тот момент был верен императору Галлиену, По одной из версий, впоследствии Домициан ушел в Галльскую империю и попытался захватить там власть, но был побежден и убит Тетриком). Макрианы были разбиты и преданы смерти. Галлиен призвал на помощь против Квиета правитель Пальмиры Одената. Оденат напал на Квиета в Эмесе, где тот погиб от рук горожан. Мятеж Макриана поддержал также правитель Египта Эмилиан. Он был разбит полководцем Галлиена Теодотом и задушен в тюрьме. Для схватки с узурпатором Постумом у Галлиена не было сил и он отложил борьбу на несколько лет. Хотя никакого перемирия с Постумом Галлиен не заключал.

- Гражданская война в Римской империи (265—268). В 265 г. Галлиен предпринял наступление на Постума и осадил его в Виенне. Но вторжения варваров на Дунае заставили Галлиена снять осаду снова отложить борьбу с Постумом. В 267 г. полководец Зенобии Забда нанёс поражение полководцу Галлиена Гераклиану, которого Галлиен послал для подготовки войны против персов. В 268 г. Авреол восстал против Галлиена и примкнул к Постуму. Галлиен вернулся с Дуная в Рим и организовал поход против мятежного полководца, разбил его и запер в Медиолане. Во время осады мятежные солдаты составили заговор и убили императора Галлиена. Тем временем в Майнце против Постума восстал Лелиан. Постум разбил его и осадил в городе. Запретив воинам грабить жителей, Постум вызвал мятеж и был убит.

- Гражданская война в Римской империи (271—272). В Пальмире восстала Зенобия и провозгласила себя независимой от Рима. Император Аврелиан объявил ей войну. В 272 в Сирии Аврелиан встретил пальмирскую армию под командованием Забды и разбил её в сражении у Оронта (или при Иммах). После ещё одной победы в битве при Эмесе, Аврелиан осадил Пальмиру вместе с самой царицей Зенобией и взял город штурмом. Тем временем полководец Аврелиана Проб без боя захватил Египет. После возвращения Аврелиана в Европу, Зенобия снова подняла мятеж, а в Египте поднял мятеж некий Фирм. Аврелиан незамедлительно вернулся из Паннонии в Пальмиру, захватил и разрушил город, а Зенобию взял в плен. Фирма же принудил к самоубийству.

- Гражданская война в Римской империи (274). В 274 г. император Аврелиан решил покончить с сепаратистской Галло-Римской империей и совершил поход в Галлию. На Каталаунских полях он разгромил армию узурпатора Тетрика. Этим Аврелиан восстановил целостность Римской империи, распавшейся после пленения Валериана в 259 (или 260) г.

## Поздняя Империя
- Гражданская война в Римской империи (285). После убийства в 284 г. императора Восточной Римской империи Нумериана солдаты не признали единоличным правителем императора Западной Римской империи Карина и провозгласили императором одного из своих командиров Диокла (он принял имя Диоклетиан). Когда стало известно о гибели императора Нумериана, наместник Венеции Юлиан поднял мятеж и провозгласил себя императором. В начале 285 г. император Карин разбил армию узурпатора Юлиана у Вероны. 1 апреля 285 г. армия Карина встретилась у Марга с армией Диоклетиана и разбила её. Но в этот момент Карин пал жертвой заговора своих офицеров, и проигравший битву Диоклетиан стал единоличным правителем Римской империи.

- Гражданская война в Римской империи (287). Против императора Максимиана Геркулия восстал командир римского флота в Ла-Манше Караузий. Попытка подавить мятеж провалилась. Караузий закрепился в Римской Британии, провозгласив себя императором. Он удерживал власть над провинцией в течение семи лет. Диоклетиан и Максимиан Геркулий признали притязания Караузия, но втайне готовились избавляться от узурпатора, хотя поход 289 года окончился для них поражением.
- Гражданская война в Римской империи (293—296). Эта война стала продолжением борьбы с британским узурпатором Караузием. В 293 году Констанций I Хлор отвоевал у Караузия ряд опорных пунктов на севере Галлии. Среди британских мятежников после поражения возник заговор против Караузия, в результате которого тот был убит. Новым императором в Британии стал префект претория (по другой версии — казначей) Аллект. Он продержался ещё три года (293—296). В 296 году Констанций I Хлопр высадился с сильным войском в Британии и разгромил Аллекта в сражении. Узурпатор был убит, а Римская Британия вернулась в состав Империи.
- Гражданские войны времён тетрархии.
  - Гражданская война в Римской империи (306—308).
  - Гражданская война в Римской империи (312—313).
  - Гражданская война в Римской империи (316—317).
  - Гражданская война в Римской империи (324).
- Гражданская война в Римской империи (340).
- Гражданская война в Римской империи (350—353).
- Гражданская война в Римской империи (365—366).
- Гражданская война в Римской империи (387—388).
- Гражданская война в Римской империи (394).
- Гражданская война в Римской империи (407—411).
- Гражданская война в Римской империи (425).
- Гражданская война в Римской империи (432).
- Гражданская война в Римской империи (471—472).